# Bodovce
Bodovce es un municipio del distrito de Sabinov en la región de Prešov, Eslovaquia, con una población estimada a final del año 2024 de 392 habitantes.
Se encuentra ubicado en el centro-oeste de la región, en el valle del río Torysa (cuenca hidrográfica del río Tisza).

## Demografía
| Año        | 1994 | 2004     | 2014    | 2024     |
| ---------- | ---- | -------- | ------- | -------- |
| Población  | 277  | 321      | 334     | 392      |
| Diferencia |      | +15,88 % | +4,04 % | +17,36 % |

| Año        | 2023 | 2024 |
| ---------- | ---- | ---- |
| Población  | 392  | 392  |
| Diferencia |      | +0 % |